# ワースィク1世
ワースィク1世（在位：1340年 - 1341年）はアッバース朝の第41代カリフであり、カイロ・アッバース朝の第4代カリフである。前任者同様マムルーク朝の庇護を受け、その権力を追認するだけの存在であった。